# ماتسودایرا ناریکوتو
ماتسودایرا ناریکوتو (به ژاپنی: 松平 斉宣 まつだいら なりこと)؛ ۲۶ آوریل ۱۸۲۵ – ۲۵ ژوئن ۱۸۴۴)، دایمیو در دوره ادو اهل ژاپن بود. هشتمین دایمیوی قلمرو آکاشی در ولایت هاریما بود.
ماتسودایرا ناری‌تسوگو یک ارباب معمولی آکاشی، یک ارباب فئودال محلی بود که مجبور شد یکی از فرزندان یازدهمین شوگون، ماتسودایرا ایه‌ناری را که فرزندان زیادی داشت، به سرپرستی بگیرد. مردی که او به فرزندی پذیرفت، ناریکوتو، برادر ناتنی ایه‌ناری بود.

## احتمال منشأ داستان ۱۳ آدم‌کش
فیلمی به نام «۱۳ آدمکش» وجود دارد. این فیلم در سال ۲۰۱۰ بازسازی شد. ایناگاکی گورو از گروه موسیقی اسمپ نقش ماتسودایرا ناریکوتو (با نام ناریتسوگو در فیلم)، اربابی مستبد و ظالم که بر قلمرو آکاشی حکومت می‌کرد را بازی کرد. با این حال، از آنجایی که این ارباب برادر ناتنی دوازدهمین شوگون بود، کسی نبود که او را نصیحت کند؛ بنابراین، مشاور ارشد دوی توشیتسونه به ۱۳ مرد، از جمله شیمادا شینزامون، با بازی یاکوشو کوجی، دستور می‌دهد تا سایشو را ترور کنند. این داستان با واقعیت تاریخی کاملاً متفاوت است.
داستان زیر در کتاب کاشاوا توسط ماتسورا سیزان معاصر با زندگی ماتسودایرا ناریکوتو نوشته شده است:
ماتسودایرا ناریکوتو، کوچک‌ترین و بیست و پنجمین پسر یازدهمین شوگون، توکوگاوا ایه‌ناری، و برادر ناتنی دوازدهمین شوگون، توکوگاوا ایه‌یوشی، توسط ماتسودایرا ناری‌تسوگو (松平斉韶)ja:松平斉韶، ارباب قلمرو آکاشی، به فرزندی پذیرفته شد و هشتمین ارباب قلمرو آکاشی شد. بر اساس مقاله معاصر «کوشی یاوا» (甲子夜話)، در حالی که ناریوشی در سفر سانکین کوتای (به معنای حضور متناوب) خود برای حضور در معبد، از قلمرو اُواری عبور می‌کرد، کودکی سه ساله از میان جمعیت عبور کرد، بنابراین ملازمانش کودک را گرفتند و او را به مهمانخانه اصلی و محل اقامت خود بردند. روستاییان به نزد نارینوبو رفتند و از او التماس کردند که جان کودک را ببخشد، اما او اجازه نداد و کودک را کشت. خاندان اُواری از این اقدام خشمگین شد و به ماتسودایرا ناریکوتو و افرادش اطلاع دادند که از این پس برای محافظت از آبروی رئیس توکوگاوا گوسانکه، از این پس اجازه عبور ارباب قلمرو آکاشی از قلمرو خود را نخواهد داد.

## منشأ دروازه آکامون دانشگاه امپراتوری
این داستانی با عنوان «تفنگ نکاکه آکاشی گنای» از کتاب «منشأ دروازه آکامون دانشگاه امپراتوری» است که در کتاب «اسرار زندگی دایمیو» اثر میتامورا انجیو 三田村鳶魚 (انگو) (انتشارات دانشگاه واسدا، ۱۹۹۸) آمده است:
پنجاه و سومین فرزند ایه‌ناری، که نام دوران کودکی اش «چیکامارو» بود، توسط ماتسودایرا ساهیو نو کامی ناری‌تسوگو، ارباب قلعه آکاشی در بانشو به فرزندی پذیرفته شد. شایعه شده بود که او اربابی به نام ناریکوتو، رتبه چهارم جوان و وزیر جنگ شد و نیمی از ۱۰۰٬۰۰۰ ککوی مقرری خود یا ۵۰٬۰۰۰ کوکو را به شوگون‌سالاری اهدا کرد در ازای اینکه اجازه یابد اربابش را در راه ادو بکشد. اگرچه این فقط یک شایعه بود. یک بار، هنگامی که ارباب آکاشی ناریکوتو از جاده منطقه کیسو عبور می‌کرد، کودک خردسال یک شکارچی که تازه سه ساله شده بود، تعریف و تمجیدهای چاپلوسانه‌ای را که دربارهٔ قدرت عظیم او شنیده بود، به جان خرید و از جلوی صف ارباب که او را قدرتمندترین مرد جهان می‌دانست، عبور کرد. این موضوع آنقدر غیرقابل تحمل بود که او را دستگیر کردند. آن شب، اگرچه التماس‌های کاهنان و راهبان برای ترحم آنقدر تکرار شد که تقریباً کر کننده بود، هیوبو-نو-تایفوی گفت که اگرچه کودک هنوز کودک است، اما به دلیل ایجاد اختلال در صفوف ارباب به او، رحم نخواهد کرد و کودک را سر برید. وقتی خانوادهٔ اُشو از این موضوع باخبر شدند، خشونت ارباب آکاشی را تحت هیچ شرایطی قابل چشم‌پوشی ندیدند. آنها فوراً نماینده‌ای اعزام کردند تا اعلام کند که در صورتی که او مانند روز قبل به رفتارهای غیرمنطقی خود ادامه دهد، دیگر اجازهٔ عبور از قلمرو آنها را نخواهد داشت. مسیر بین آکاشی و ادو باید به هر قیمتی از قلمرو خاندان اوشو عبور می‌کرد. اما با این وجود، ناریکوتو که چاره‌ای جز سفر به ادو نداشت، چاره‌ای جز رفتن مخفیانه نداشت. ارباب آکاشی بی‌آبرو شده بود و والدین کودکی که سر بریده شده بود به دایمیوی دیوانه‌ای که بی‌رحمانه عمل می‌کرد، خشم داشتند. پدر کودک کشته شده، که یک شکارچی بود، با اسلحه به ماتسودایرا ناریکوتو شلیک کرد و او را کشت.

## عدم مطابقت با واقعیت
با این حال، هیچ ثبت و سابقه‌ای در قلمرو آکاشی و قلمرو اُواری یا نزدیکی جاده برای تأیید این حادثه یافت نشده است.
ماتسودایرا ناریکوتو در سن ۲۰ سالگی درگذشت. این احتمالاً به دلیل بیماری بوده است و محققان می‌گویند که این ارباب در ادو درگذشته است، بدون اینکه هرگز سفر حضور متناوب به عنوان ارباب فئودال را انجام دهد. این حرف بوی یک اتهام دروغین می‌دهد. احتمالاً مردم این فرض خودسرانه را داشتند که ارباب قلمرو، که پسر شوگان بود، احمق است و بنابراین هیچ درکی از احساسات مردم عادی ندارد.